# Letlands økonomi
Letlands økonomi kendetegnes ved en egen økonomisk politik, men med landets banker som indordnede led i internationale (overvejende svenske) banker. 

## Pengevæsen

### Møntfod
I årene 1993-2013 havde Letland sin egen selvstændige møntfod, lats (1 lats = 100 santims). 1. januar 2014 blev landet imidlertid fuldgyldigt medlem af eurozonen og udskiftede altså sin egen valuta med euroen. 
Overgangen til et nationalt pengevæsen startede efter Letlands selvstændighed den 5. marts 1993 ved udstedelsen af en 5 lats-seddel og fuldbyrdedes den 20 juli 1998 med udstedelsen af en 500 lats-seddel. Ved det nationale pengevæsens genskabelse blev lettisk mønt bundet til den amerikanske dollar i fast kursforhold, hvilket gav anledning til undertiden ganske store kursudsving i forhold til forskellige europæiske landes møntfod. Med medlemskabet af valutakursmekanismen ERM II blev valutaen dog i stedet bundet til euroen.
Det lettiske pengesystem omfattede ved udgangen af 2013 og dermed ophøret af den selvstændige mønt pengesedler med pålydende værdier på 5, 10, 20, 50, 100 og 500 lats samt mønter med pålydende værdier på 1, 2, 5, 10, 20 og 50 santims samt 1, 2 og 100 lats.

## Økonomisk politik
Efter selvstændighedens genvindelse kastede Letland sig ud i en markedsretning af landets økonomi. Denne vellykkede politik førte med tiden til forholdsvis store vækstrater for den lettiske økonomi: BNP voksede 8,6% i 2004 og 10,2% i 2005, og fremgangen holdt sig i 2006 og 2007 (dog oppustet). Den 1. maj 2004 blev Letland medlem af EU og kunne drage fordel af sin forholdsvis billige arbejdskraft, retten til alskens tilskud samt den frie adgang til EU's marked. Letlands store svaghed har imidlertid været underskud på handelsbalancen og stor intern gældsætning. Inflationen var omkring 6.5% og arbejdsløsheden ret høj (10%). Den økonomiske krise fra 2008 ramte Letland særdeles hårdt pga. stor gældsætning, og bruttonationalproduktet faldt kraftigt, mens arbejdsløsheden steg.

## Næringslivets sammensætning
Landbrug udgør omkring 4% af BNP og beskæftiger 15% af befolkningen. Landbruget beskæftiger sig fortrinsvis med husdyravl, desuden korndyrkning, sukkerroer, kartofler og grøntsager. Letlands skovbrug er eksportrettet dels som råtræ, dels delvist forarbejdet.
Industrien udgør omkring 22% af BNP og beskæftiger 40% af befolkningen. Industrien er ret bredt sammensat: byggeindustri, metalindustri og levnedsmiddelindustri har især blomstret.
Industriens store svaghed er energiimport fra Rusland.
Servicesektoren udgør omkring 74% af BNP. Ikke mindst turisme har i en periode nydt godt af interessen fra udlandet og fik (specielt i 1990-erne) bistand fra udlandet med hensyn til dels skoling af ansatte, dels istandsættelser af hoteller m.m. Riga og den nærliggende badeby Jurmala er de vigtigste turiststeder.
Efterhånden er alle tidligere statsejede mindre og mellemstore foretagender blevet privatiseret; den private sektor står for for omkring 75% af Letlands BNP.

## Udenrigshandel
EU er Letlands vigtigste samhandelspartner og tegnede sig fx i 2005 for 75% af handelen. De vigtigste eksportlande var Litauen, Estland og Tyskland (især træ, mineralske olier, jern og stål, maskiner, elektrisk og elektronisk udstyr. De vigtigste importlande er Tyskland, Litauen og Rusland. Vigtigste importartikler er brændstoffer, maskiner, biler og elektronisk udstyr.
| Letlands     | samhandel     | med udlandet  | 2005           |
| Udførsel til | % af udførsel | Indførsel fra | % af indførsel |
| ------------ | ------------- | ------------- | -------------- |
| Litauen      | 11            | Tyskland      | 14             |
| Estland      | 10            | Litauen       | 13             |
| Tyskland     | 10            | Rusland       | 8              |
| England      | 10            | Estland       | 7              |
| Sverige      | 7             | Polen         | 6              |
| Rusland      | 7             | Finland       | 5              |

En vigtig rolle i Letlands udenrigshandel indtages af transithandel fra Rusland. 
I 2005 udgjorde omsætningen i de vigtigste havne: Ventspils 30 mio. T., Riga 24 mio. T og Liepaja 4,5 mio. T.

## Ekstern henvisning
Udenrigsministeriets landeorientering: Letland Arkiveret 13. august 2009 hos  Wayback Machine